# Подкуйко Давид
Давид Подкуйко (нар. 5 січня 1999) — український футболіст, півзахисник.

## Життєпис
Дорослу футбольну кар'єру розпочав 2016 року в аматорському колективі «ЕСМ-Поділля» (Вінниця). На початку березня 2019 року підписав контракт з «Нивою». У футболці вінницького клубу дебютував 5 травня 2019 року в переможному (1:0) домашньому поєдинку 24-о туру групи А Другої ліги проти «Черкащини». Давид вийшов на поле на 90-й хвилині, замінивши Дениса Долінського.